# Erongo
Erongo é uma região da Namíbia. Sua capital é a cidade de Swakopmund.